# Liste de films tournés dans le département des Pyrénées-Orientales
Un certain nombre d'œuvres cinématographiques et télévisuelles ont été tournés dans le département des Pyrénées-Orientales.
Voici une liste à compléter de films, téléfilms, feuilletons télévisés, films documentaires... tournés dans le département des Pyrénées-Orientalesclassés par commune et lieu de tournage et date de diffusion.

## A
- Haut – A
- B
- C
- D
- E
- F
- G
- H
- I
- J
- K
- L
- M
- N
- O
- P
- Q
- R
- S
- T
- U
- V
- W
- X
- Y
- Z

- Argelès-sur-Mer
  - 1955 : Le Fils de Caroline chérie, de Jean Devaivre
  - 1961 : La Fête espagnole, de Jean-Jacques Vierne
  - 1962 : Et Satan conduit le bal, de Grisha Dabat

- Arles-sur-Tech
  - 1959 : Le Bossu, d'André Hunebelle

## B
- Haut – A
- B
- C
- D
- E
- F
- G
- H
- I
- J
- K
- L
- M
- N
- O
- P
- Q
- R
- S
- T
- U
- V
- W
- X
- Y
- Z

- Banyuls-sur-Mer
  - 1969 : Désirella, de Jean-Claude Dague
  - 1970 : L'Étalon, de Jean-Pierre Mocky
  - 1970 : Et qu'ça saute, de Guy Lefranc
  - 2015 : Orage, de Fabrice Camoin

- Le Barcarès
  - 1972 : L'Ingénu, de Norbert Carbonnaux
  - 1976 : L'Alpagueur, de Philippe Labro

- Bourg-Madame
  - 1953 : Le Chemin de la drogue, de Louis S. Licot

## C
- Haut – A
- B
- C
- D
- E
- F
- G
- H
- I
- J
- K
- L
- M
- N
- O
- P
- Q
- R
- S
- T
- U
- V
- W
- X
- Y
- Z

- Canet-en-Roussillon
  - 1972 : L'Ingénu, de Norbert Carbonnaux
  - 1981 : Prends ta Rolls et va pointer, Richard Balducci
  - 2008 : Leur morale... et la nôtre, de Florence Quentin
  - 2015 : Orage, de Fabrice Camoin

- Catllar
  - 1951 : Jep le trabucayre, de Jean Faurez

- Cerbère
  - 1953 : Le Chemin de la drogue, de Louis S. Licot
  - 1970 : L'Étalon, de Jean-Pierre Mocky
  - 1972 : L'Ingénu, de Norbert Carbonnaux
  - 2015 : Orage, de Fabrice Camoin

- Céret
  - 1959 : Le Bossu, de André Hunebelle
  - 1960 : L'Eau à la bouche, de Jacques Doniol-Valcroze
  - 1972 : L'Ingénu, de Norbert Carbonnaux
  - 2010 : J'ai oublié de te dire..., de Laurent Vinas-Raymond
  - 2012 : L'Artiste et son modèle, de Fernando Trueba

- Codalet
  - 1951 : Jep le trabucayre, de Jean Faurez

- Collioure
  - 1925 : Le Calvaire de Dona Pia, de Henry Krauss
  - 1951 : Jep le trabucayre, de Jean Faurez
  - 1955 : Le Fils de Caroline chérie, de Jean Devaivre
  - 1961 : La Fête espagnole, de Jean-Jacques Vierne
  - 1962 : Et Satan conduit le bal, de Grisha Dabat
  - 1968 : Le Petit Baigneur, de Robert Dhéry
  - 1970 : Et qu'ça saute, de Guy Lefranc
  - 1972 : L'Ingénu, de Norbert Carbonnaux
  - 1981 : Prends ta Rolls et va pointer, Richard Balducci
  - 1999 : Tramontane, mini-série d'Henri Helman

## D
- Haut – A
- B
- C
- D
- E
- F
- G
- H
- I
- J
- K
- L
- M
- N
- O
- P
- Q
- R
- S
- T
- U
- V
- W
- X
- Y
- Z

## E
- Haut – A
- B
- C
- D
- E
- F
- G
- H
- I
- J
- K
- L
- M
- N
- O
- P
- Q
- R
- S
- T
- U
- V
- W
- X
- Y
- Z

## F
- Haut – A
- B
- C
- D
- E
- F
- G
- H
- I
- J
- K
- L
- M
- N
- O
- P
- Q
- R
- S
- T
- U
- V
- W
- X
- Y
- Z

- Font-Romeu-Odeillo-Via
  - 1947 : Chemins sans loi, film de Guillaume Radot

- Fourques
  - 1951 : Jep le trabucayre, de Jean Faurez

## G
- Haut – A
- B
- C
- D
- E
- F
- G
- H
- I
- J
- K
- L
- M
- N
- O
- P
- Q
- R
- S
- T
- U
- V
- W
- X
- Y
- Z

## H
- Haut – A
- B
- C
- D
- E
- F
- G
- H
- I
- J
- K
- L
- M
- N
- O
- P
- Q
- R
- S
- T
- U
- V
- W
- X
- Y
- Z

## I
- Haut – A
- B
- C
- D
- E
- F
- G
- H
- I
- J
- K
- L
- M
- N
- O
- P
- Q
- R
- S
- T
- U
- V
- W
- X
- Y
- Z

## J
- Haut – A
- B
- C
- D
- E
- F
- G
- H
- I
- J
- K
- L
- M
- N
- O
- P
- Q
- R
- S
- T
- U
- V
- W
- X
- Y
- Z

## L
- Haut – A
- B
- C
- D
- E
- F
- G
- H
- I
- J
- K
- L
- M
- N
- O
- P
- Q
- R
- S
- T
- U
- V
- W
- X
- Y
- Z

- Le Perthus
  - 1953 : Le Chemin de la drogue, de Louis S. Licot
  - 1961 : La Fête espagnole, de Jean-Jacques Vierne
  - 1972: La Scoumoune[1] de José Giovanni
  - 1973 : Le Solitaire, d'Alain Brunet
  - 1975 : L'Évadé, de Tom Gries

## M
- Haut – A
- B
- C
- D
- E
- F
- G
- H
- I
- J
- K
- L
- M
- N
- O
- P
- Q
- R
- S
- T
- U
- V
- W
- X
- Y
- Z

- Maury
  - 1951 : Jep le trabucayre, de Jean Faurez

- Mont-Louis
  - 1943 : Tornavara, de Jean Dréville
  - 1955 : Le Fils de Caroline chérie, de Jean Devaivre

## N
- Haut – A
- B
- C
- D
- E
- F
- G
- H
- I
- J
- K
- L
- M
- N
- O
- P
- Q
- R
- S
- T
- U
- V
- W
- X
- Y
- Z

## O
- Haut – A
- B
- C
- D
- E
- F
- G
- H
- I
- J
- K
- L
- M
- N
- O
- P
- Q
- R
- S
- T
- U
- V
- W
- X
- Y
- Z

- Opoul-Périllos
  - 1961 : La Fête espagnole, de Jean-Jacques Vierne

## P
- Haut – A
- B
- C
- D
- E
- F
- G
- H
- I
- J
- K
- L
- M
- N
- O
- P
- Q
- R
- S
- T
- U
- V
- W
- X
- Y
- Z

- Passa
  - 1951 : Jep le trabucayre, de Jean Faurez

- Perpignan
  - 1946 : Mensonges, de Jean Stelli
  - 1951 : Jep le trabucayre, de Jean Faurez
  - 1953 : Le Chemin de la drogue, de Louis S. Licot
  - 1961 : La Fête espagnole, de Jean-Jacques Vierne
  - 1962 : Et Satan conduit le bal, de Grisha Dabat
  - 1970 : L'Étalon, de Jean-Pierre Mocky
  - 1976 : L'Alpagueur, de Philippe Labro
  - 1981 : Le Retour de Martin Guerre[2] de Daniel Vigne
  - 2008 : Leur morale... et la nôtre, de Florence Quentin
  - 2009 : D'amour et d'eau fraîche de Isabelle Czajka
  - 2013 : Geronimo de Tony Gatlif
  - 2019 : L'Adieu à la nuit d'André Téchiné

- Port-Vendres
  - 1953 : Le Chemin de la drogue, de Louis S. Licot
  - 1955 : Le Fils de Caroline chérie, de Jean Devaivre
  - 1969 : Désirella, de Jean-Claude Dague
  - 1970 : Et qu'ça saute, de Guy Lefranc
  - 1972 : L'Ingénu, de Norbert Carbonnaux
  - 1999 : Tramontane, mini-série d'Henri Helman
  - 2015 : Orage, de Fabrice Camoin

- Prades
  - 2000 : Les Glaneurs et la Glaneuse de Agnès Varda[3]

- Prunet-et-Belpuig
  - 1951 : Jep le trabucayre, de Jean Faurez

## R
- Haut – A
- B
- C
- D
- E
- F
- G
- H
- I
- J
- K
- L
- M
- N
- O
- P
- Q
- R
- S
- T
- U
- V
- W
- X
- Y
- Z

- Rivesaltes
  - 1983 : Coup de foudre, de Diane Kurys

## S
- Haut – A
- B
- C
- D
- E
- F
- G
- H
- I
- J
- K
- L
- M
- N
- O
- P
- Q
- R
- S
- T
- U
- V
- W
- X
- Y
- Z

- Saint-Cyprien

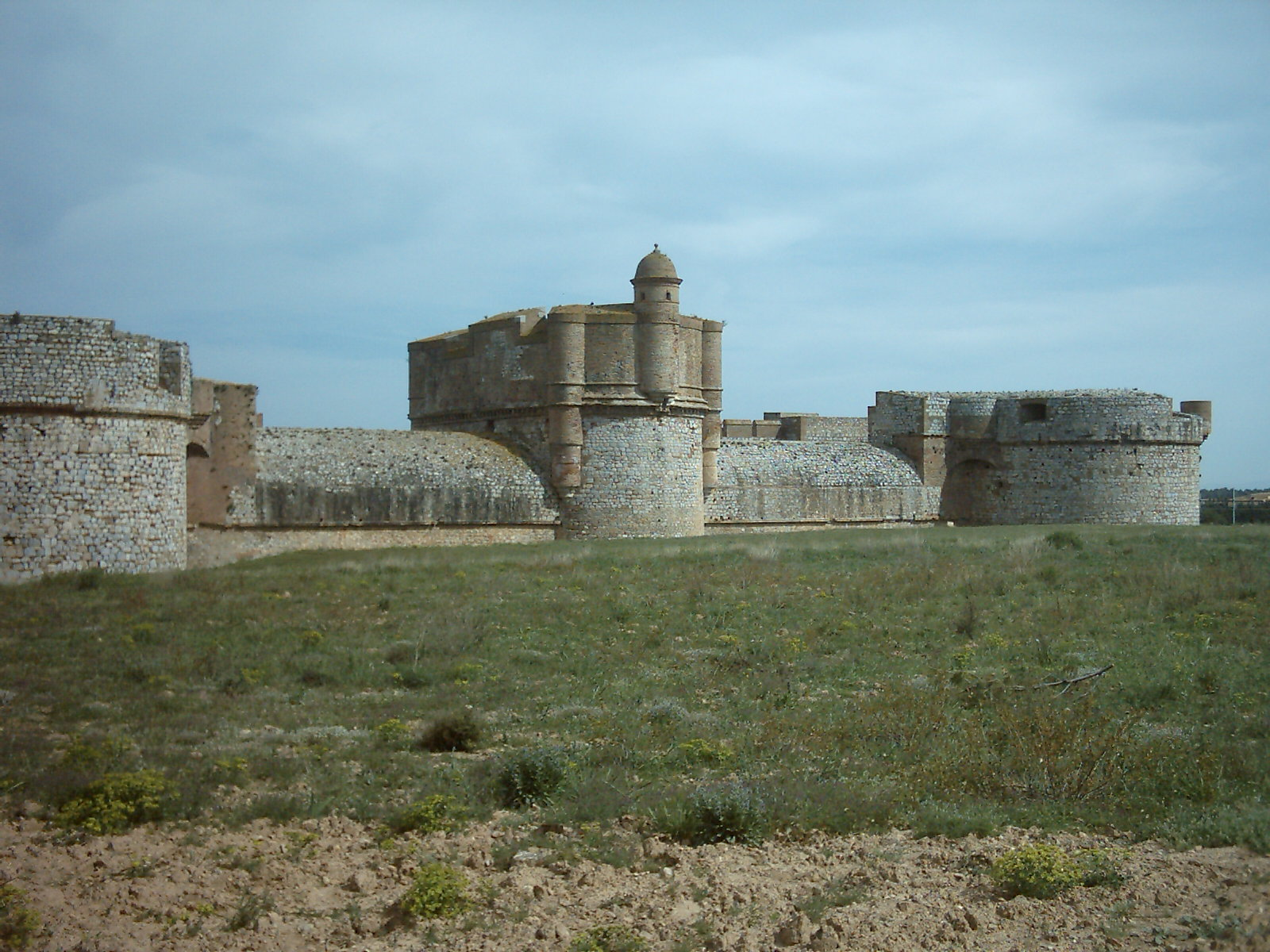
La Forteresse de Salses lieu de tournage de Inquisitio

  - 1972 : L'Ingénu, de Norbert Carbonnaux

- Saint-Laurent-de-Cerdans
  - 1959 : Le Bossu, d'André Hunebelle

- Saint-Paul-de-Fenouillet
  - 1989 : Chine, ma douleur, de Dai Sijie
  - 1999 : La Neuvième Porte (The Ninth Gate), de Roman Polanski

- Salses-le-Château
  - 1976 : L'Alpagueur, de Philippe Labro
  - 1981 : Le Retour de Martin Guerre[4] de Daniel Vigne
  - 2012 : Inquisitio série télévisée de Nicolas Cuche et Lionel Pasquier[4]

- Sansa
  - 1970 : Sansa, court métrage de Philippe Haudiquet

- Sournia
  - 1951 : Jep le trabucayre, de Jean Faurez

## T
- Haut – A
- B
- C
- D
- E
- F
- G
- H
- I
- J
- K
- L
- M
- N
- O
- P
- Q
- R
- S
- T
- U
- V
- W
- X
- Y
- Z

- Trévillach
  - 1951 : Jep le trabucayre, de Jean Faurez

## U
- Haut – A
- B
- C
- D
- E
- F
- G
- H
- I
- J
- K
- L
- M
- N
- O
- P
- Q
- R
- S
- T
- U
- V
- W
- X
- Y
- Z

## V
- Haut – A
- B
- C
- D
- E
- F
- G
- H
- I
- J
- K
- L
- M
- N
- O
- P
- Q
- R
- S
- T
- U
- V
- W
- X
- Y
- Z

- Villefranche-de-Conflent
  - 1955 : Le Fils de Caroline chérie, de Jean Devaivre
  - 1959 : Le Bossu, d'André Hunebelle